# Bouderbala
Bouderbala (în arabă بودربالة) este o comună din provincia Bouira, Algeria.
Populația comunei este de 17.589 de locuitori (2008).